# Imre Szöllösi
Imre Szöllősi, född 19 februari 1941 i Budapest, död 27 december 2022 i Budapest, var en ungersk kanotist.
Han tog bland annat VM-guld i K-2 10000 meter i samband med sprintvärldsmästerskapen i kanotsport 1966 i Östberlin.